# NBA 2K
NBA 2K és una saga de videojocs de bàsquet que van ser llançats en un principi de manera exclusiva per la Sega Dreamcast començant l'any 1999. La saga va ser publicada al principi per Sega, sota la marca de Sega Sports i desenvolupat per Visual Concepts.

## La saga[Cal actualitzar]
| Títol               | Any  | Publicador  | Coberta                               | Plataformes                                                                          | Inovació                       |
| ------------------- | ---- | ----------- | ------------------------------------- | ------------------------------------------------------------------------------------ | ------------------------------ |
| NBA 2K              | 1999 | Sega Sports | Allen Iverson                         | Sega Dreamcast                                                                       |                                |
| NBA 2K1             | 2000 | Sega Sports | Allen Iverson                         | Sega Dreamcast                                                                       | Amb mode multijugador en línia |
| NBA 2K2             | 2001 | Sega Sports | Allen Iverson                         | Sega Dreamcast, PlayStation 2, Xbox, GameCube                                        |                                |
| NBA 2K3             | 2002 | Sega Sports | Allen Iverson                         | PlayStation 2, Xbox, GameCube                                                        |                                |
| ESPN NBA Basketball | 2003 | Sega Sports | Allen Iverson                         | PlayStation 2, Xbox                                                                  |                                |
| ESPN NBA 2K5        | 2004 | Sega Sports | Ben Wallace                           | PlayStation 2, Xbox                                                                  |                                |
| NBA 2K6             | 2005 | 2K Sports   | Shaquille O'Neal                      | PlayStation 2, Xbox, Xbox 360                                                        |                                |
| NBA 2K7             | 2006 | 2K Sports   | Shaquille O'Neal                      | PlayStation 2, PlayStation 3, Xbox, Xbox 360                                         |                                |
| NBA 2K8             | 2007 | 2K Sports   | Chris Paul/José Calderón (ESP)        | PlayStation 2, PlayStation 3, Xbox 360                                               |                                |
| NBA 2K9             | 2008 | 2K Sports   | Kevin Garnett(EUA)/José Calderón(ESP) | PlayStation 2, PlayStation 3, Xbox360 \|-                                            |                                |
| NBA 2K10            | 2009 | 2K Sports   | Kobe Bryant                           | PlayStation 2, PlayStation 3, [Xbox360] ,Play Station Portable [PSP], [Nintendo Wii] |                                |
| NBA 2K11            | 2010 | 2K Sports   | Michael Jordan                        | PlayStation 3, [Xbox360] ,Play Station Portable [PSP], [Nintendo Wii]\|              |                                |
| NBA 2K12            | 2011 | 2K Sports   | Michael Jordan                        | PC, IOs, PlayStation 3 Xbox360, Nintendo Wii                                         |                                |
| NBA 2K13            | 2012 | 2K Sports   | Kevin Durant                          | PC, Xbox360, Wii, Wii U, PlayStation 3 PSP                                           |                                |
| NBA 2K14            | 2013 | 2K Sports   | LeBron James                          | PlayStation 4 PlayStation 3 PC, Xbox one, Xbox 360                                   |                                |